# سازمان جهانی اقتصاد سبز

## سازمان جهانی اقتصاد سبز

### تاریخچه
ایده تشکیل سازمان جهانی اقتصاد سبز (the world green economy organization) نتیجه پاسخ به نگرانی های شناسایی شده در نشست کنفرانس سازمان ملل در ریو در سال 2012 نشئت گرفته است. هدف گذاری از تشکیل چنین نهادی به منظور حمایت از اقدامات جهانی برخاسته از مدل های توسعه ای سبز با سطح انتشار کربن کم و سبز است. این سازمان به دنبال حمایت از اهمیت فزاینده و جهان پذیر از اقتصاد سبز در زمینه توسعه پایدار و ریشه کنی فقر از طریق ارتباط میان عناصر مالی،  تکنولوژی و آماده‌سازی شرایط برای اقتصاد سبز است. به همت امارات متحده عربی از طریق همکاری با UNDP در سال 2016 به‌طور رسمی شروع به کار این نهادآغاز گردید. این سازمان به عنوان سازوکاری بین الملی برای اختصاص تسهیلات به شرکای بخش های خصوصی و بخش های عمومی، حمایت از همکاری های بین‌المللی و تبادل دانش در جهت تثبیت اقتصاد سبز ایجاد گردیده است. 

### ارکان
این سازمان از سه بخش مجمع عمومی ، دبیرخانه و شورا تشکیل شده است. 

### ماموریت
مأموریت این سازمان هدایت منابع دانش،نوآوری، تکنولوژی  به سمت و سویی که بتوان اقتصاد سبز را رشد داد. این مهم از طریق تسهیلات میان زنجیره ای از شرکت ها و صاحبان بنگاه ها در چارچوب اصول اقتصاد سبز عملیاتی می گردد. 
مهم ترین تمرکز این سازمان بر رشد اقتصادی پایدار، افزایش همگرایی اجتماعی میان افراد، بهبود رفاه بشر و خلق فرصت های شغلی به نحوی که توازنی میان عملکرداکوسیستم سیاره زمین و جلوگیری از اثر کذاری منفی از تخریب محیط زیست بر سلامت و رفاه بشر فراهم گردد. 

### اصول
1- تعهد و پایبندی به رشد پایدار اقتصادی ، توسعه اجتماعی و حمایت از محیط زیست
2-افزایش هم افزایی و همکاری بین بخش های عمومی و خصوصی
3-تخصیص و استفاده از منابع عمومی یه شیوه ای مؤثر و اطمینان بخشی از ارزش افزوده به گونه ای که از صاحبان شرکت ها از مزایای ممکن بهره‌مند گردند. 
4- اجتناب از دوباره کاری، افزایش اثر بخشی و استفاده کامل از منایع در دسترس برای سایر سازمان های بین الملی و بازیگران بخش خصوصی و عمومی با نگاه به ایجاد راه حل برای گذار به سمت اقتصاد سبز.  